# Bagley (West Yorkshire)
Bagley – wieś w Anglii, w hrabstwie ceremonialnym West Yorkshire, w dystrykcie metropolitalnym Leeds. Leży 8 km na zachód od centrum miasta Leeds i 277 km na północ od Londynu.